# Hôtel au 10, rue Félicien-David à Aix-en-Provence
L'hôtel au 10, rue Félicien-David est un hôtel particulier situé à Aix-en-Provence. 

## Histoire
La porte monumentale fait l'objet d'une inscription au titre des monuments historiques par arrêté du 10 avril 1929.